# Sex and the City
Sex and the City ist eine frei auf dem gleichnamigen Buch von Candace Bushnell basierende Fernsehserie. Sie wurde von 1998 bis 2004 in den Vereinigten Staaten durch den US-amerikanischen Fernsehprogrammanbieter HBO produziert. Die Serie umfasst sechs Staffeln mit 94 Episoden und wurde mit den Kinofilmen Sex and the City – Der Film (2008) und Sex and the City 2 (2010) fortgesetzt. Von Januar 2013 bis Januar 2014 wurde vom US-Sender The CW unter dem Titel The Carrie Diaries ein Prequel zu Sex and the City ausgestrahlt nach dem gleichnamigen Roman von Candace Bushnell. Im Dezember 2021 wurde das Sequel And Just Like That … veröffentlicht.

## Handlung
Die Protagonistinnen sind vier New Yorker Frauen, deren amouröse und sexuelle Erlebnisse und Freundschaft ebenso wie ihre Auseinandersetzungen, Diskussionen und Gedanken zu fast allen Fragen menschlicher Beziehungen dargestellt werden.

### Staffel 1
Als Sexkolumnistin für eine wöchentlich erscheinende New Yorker Zeitung setzt Carrie Bradshaw sich mit dem Zynismus der New Yorker Datingszene auseinander. Sie und ihre drei Freundinnen Miranda Hobbes, Charlotte York und Samantha Jones sind in ihren Dreißigern und alleinstehend, wobei alle vier Frauen unterschiedliche Ansichten zu diesem Thema haben. Während Carrie recht unverkrampft ihre große Liebe sucht, ist die brave Galeristin Charlotte York versessen darauf, zu heiraten; die Anwältin Miranda Hobbes empfindet Männer eher als Nebensache und die selbstbewusste PR-Frau Samantha Jones hat lieber Sex als Beziehungen. Und so gehören die unzähligen Dates, Affären und Beziehungen genauso zum Alltag der Vier wie die morgendlichen Diskussionen darüber im Café.
In der ersten Folge trifft Carrie auf den erfolgreichen Geschäftsmann John James Preston, genannt „Mr. Big“. Die Wege der beiden kreuzen sich immer wieder zufällig, bis sie schließlich miteinander ausgehen. Carrie ist verliebt, aber zweifelt daran, dass Big genauso empfindet. Obwohl sich die beiden immer wieder zusammenraufen und sich Carries Ängste häufig als unbegründet erweisen, hat sie Probleme mit Bigs distanzierter und selbstbewusster Art. Es kommt zum Eklat bei einem von Carrie arrangierten „zufälligen“ Aufeinandertreffen mit seiner Mutter, als Big seiner Mutter seine Freundin Carrie nicht einmal namentlich vorstellt und diese auch kein Zeichen des Wiedererkennens zeigt, als Carrie selbst ihren Namen nennt. Carrie bittet ihn, ihr wenigstens ein echtes Liebesgeständnis zu machen und ihr zu sagen, dass sie „die Eine“ sei. Als er das nicht kann, trennt sie sich vorübergehend von ihm.
Samantha hat sich zu ihrer Überraschung in James verliebt. Als die beiden miteinander schlafen wollen, macht Samantha eine für sie schreckliche Entdeckung: James hat einen winzigen Penis. Für sie ist das zwar eine Katastrophe; trotzdem weigert sie sich zunächst, mit ihm Schluss zu machen.
Miranda lässt sich von Carrie zu einem „Blind Date“ mit deren jungem Freund Skipper überreden, der „viel zu nett“ für die sarkastische Miranda ist. Dennoch beginnen die beiden eine Affäre; Miranda unterschätzt jedoch ihre eigene Anziehungskraft, denn Skipper verliebt sich in sie.

### Staffel 2
Carrie bietet Mr. Big ihre Freundschaft an, obwohl ihr insgeheim klar ist, wie sehr sie noch an ihm hängt. Als er sie zu einem freundschaftlichen Dinner bittet, nähern die beiden sich wieder an. Carrie versteckt diese neue Beziehung zunächst vor ihren Freundinnen, die von ihrem zweiten Anlauf nicht begeistert sind. Doch Carrie ist überzeugt, dass ihr Verhältnis sich verändert hat, und zunächst scheint es auch so. Doch eines Tages erwähnt Big ganz beiläufig, dass er eventuell einige Monate nach Paris ziehen werde – ohne Carrie. Für sie ist dies ein eindeutiger Beweis, dass er sie nicht so liebt wie sie ihn, und sie trennt sich von ihm. Carrie sucht daraufhin eine Psychiaterin auf. Dort lernt sie einen anderen Patienten kennen, mit dem sie Sex hat. Dieser hat allerdings das Problem, dass er nach dem ersten Beischlaf das Interesse an einer Frau verliert.
Die frustrierte Samantha grübelt noch immer, ob sie die Beziehung zu James beenden soll, bringt das jedoch nicht übers Herz. Doch die Beziehung leidet zunehmend. Schließlich lässt sich Samantha sogar zu einer Paartherapie überreden, wo sie endlich mit der Wahrheit herausrückt. Nun trennt James sich von Samantha.
Miranda lernt den Barkeeper Steve Brady kennen. Nach einer gemeinsamen Nacht setzt sie ihn vor die Tür. Doch zu ihrer Überraschung lässt Steve nicht locker und besteht auf einer Verabredung. Nach einigem Zögern lässt Miranda ihren Schutzwall fallen und Steve in ihr Leben. Doch die Beziehung ist zunächst nicht von Dauer. Sie zerbricht an den gesellschaftlichen und finanziellen Unterschieden der beiden.
Charlotte hat eine Reihe fruchtloser Dates, überredet ihre Freundinnen jedoch schließlich, den Sommer in einem Ferienhaus in den Hamptons zu verbringen. Auf einer Party dort trifft Carrie auf Mr. Big, der aus Paris eine neue Freundin namens Natasha mitgebracht hat. Nach dem ersten Schrecken versucht Carrie, vernünftig mit der Situation umzugehen, und lädt Big zu einem freundschaftlichen Essen ein. Dabei eröffnet er ihr, dass er seine neue Freundin heiraten wird.

### Staffel 3
Carrie lernt den Politiker Bill Kelley kennen und lässt sich zögerlich auf eine Beziehung mit ihm ein, die schließlich an seinen ungewöhnlichen Vorlieben scheitert. Dann geht sie mit dem Möbeldesigner Aidan Shaw eine Beziehung ein. Dabei trifft sie erneut auf Mr. Big, der zwischenzeitlich geheiratet hat und in seiner Ehe nicht glücklich zu sein scheint. Nach der anfänglichen Ablehnung Carries beginnen beide erneut eine Affäre. Als sie eines Tages von seiner Frau ertappt wird, diese die Treppe hinunterstürzt und dabei verletzt wird, bricht Carrie jeden Kontakt zu Mr. Big ab. Sie beichtet Aidan ihre Affäre, und dieser trennt sich enttäuscht von ihr. Einige Zeit später erfährt Carrie, dass auch Mr. Bigs Ehe die Affäre nicht überstanden hat. Als er sie um eine Aussprache bittet, werden die beiden abermals Freunde.
Miranda lässt sich zunächst wieder auf eine Freundschaft mit Steve ein, die jedoch schnell in einen zweiten Beziehungsanlauf mündet. Er zieht bei ihr ein, doch nach der anfänglichen Vertrautheit folgt Ernüchterung. Miranda hat mehr und mehr das Gefühl, alle Verantwortung aufgebürdet zu bekommen. Schweren Herzens gibt sie die Beziehung erneut auf.
Nach vielen Dates und Kurzzeitbeziehungen hat Charlotte sich entschlossen zu heiraten. Als sie nach einem missglückten Blind Date auf die Straße läuft, stürzt sie vor das Taxi von Trey MacDougal, der sich als ihr vermeintlicher Traumprinz erweist. Schon nach wenigen Wochen heiraten die beiden, ohne vorher miteinander geschlafen zu haben; Trey bekommt jedoch in der Nacht vor ihrer Hochzeit keine Erektion, was für Charlotte ein Problem darstellt, obwohl sie es ist, die immer gepredigt hat, dass Sex in einer Beziehung nicht wichtig sei.
Nach Charlottes großem Tag reisen die anderen drei Frauen nach Los Angeles, wo sie alle etwas Abstand zu ihrem New Yorker Leben suchen. Charlotte, von Treys anhaltender Impotenz frustriert, folgt ihren Freundinnen; kurz darauf kehren alle nach New York zurück. Während Charlotte um ihre Ehe kämpft, scheint Trey sich mit der Situation abgefunden zu haben. Schließlich bittet sie ihn um die Trennung.

### Staffel 4
Bei einer Party trifft Carrie auf Aidan und hat plötzlich Sehnsucht nach ihm. Der reagiert zunächst zurückhaltend, doch schließlich kann Carrie ihn überzeugen, ihr zu verzeihen und eine neue Beziehung mit ihr zu beginnen. Allerdings fällt es ihm schwer zu akzeptieren, dass Mr. Big immer noch in Carries Leben ist. Als Carrie droht ihr Appartement zu verlieren, kauft Aidan es für sie beide ebenso wie das Nachbarappartement, um sie mit einem Wanddurchbruch zu verbinden, zieht bei ihr ein und macht ihr wenig später einen Heiratsantrag. Carrie nimmt ihn mit einem mulmigen Gefühl an, bittet Aidan aber um Zeit. Doch dieser drängt weiter. Schließlich muss Carrie erkennen, dass Aidan versucht, durch eine Heirat das Vertrauen zu ihr wieder aufzubauen, das er durch ihre damalige Affäre mit Mr. Big verloren hat, und er trennt sich von ihr.
Charlotte und Trey kommen sich wieder näher, und auch seine Potenzprobleme lösen sich. Bald äußern beide einen Babywunsch, für den Charlotte sogar ihren Beruf aufgibt. Wie sich herausstellt, hat Charlotte jedoch Schwierigkeiten, schwanger zu werden. In ihrem Eifer, ein Kind zu bekommen, bemerkt sie kaum, dass Trey schon lange nicht mehr mitzieht. Er macht ihr klar, dass er auch ohne ein Baby leben kann, er jedoch nicht glaubt, dass das für sie möglich ist. Die beiden trennen sich.
Samantha lernt auf einer Vernissage die lesbische Malerin Maria kennen, die bald schon Interesse an ihr signalisiert. Nach anfänglichem Zögern lässt Samantha sich zunächst als Freundin auf Maria ein, dann als Geliebte, und ist überrascht von einer anfangs perfekten Beziehung und lesbischem Sex. Bald reagiert Maria zunehmend eifersüchtig auf Samanthas zahlreiche Herrenbekanntschaften, die nicht aus Samanthas Leben verschwunden sind, während diese sich langweilt. Samantha trennt sich von Maria. Später fühlt Samantha sich zu ihrem Auftraggeber, dem Hotelmogul Richard Wright hingezogen. Während sie zunächst versucht, das Verhältnis auf Sex zu reduzieren, muss sie bald feststellen, dass beide mehr wollen. Samantha lässt sich auf eine Liebesbeziehung ein, die scheitert, als Samantha ihn beim Oralsex mit einer anderen Frau ertappt.
Nachdem bei Steve Hodenkrebs festgestellt wurde, kümmert sich Miranda wieder vermehrt um ihn. Er gesteht ihr, dass durch den Verlust seines Hodens sein Selbstwertgefühl leidet und ihn Zweifel an seiner Männlichkeit plagen. Aus Mitleid schläft Miranda mit ihm. Einige Wochen später eröffnet sie Carrie, sie sei schwanger und werde abtreiben. Das sorgt für einige Verstimmungen mit Charlotte, die sie zunächst wegen ihres eigenen unerfüllten Babywunsches beneidet, sie jedoch wegen der geplanten Abtreibung verurteilt. Die Freundinnen nähern sich wieder an, als Miranda mitteilt, dass sie ihre Meinung geändert und beschlossen hat, das Kind zu bekommen, wovon Charlotte sichtlich gerührt ist.
Beruflich geht es für Carrie aufwärts, als man ihr die Möglichkeit eröffnet, für die Vogue zu schreiben. Durch Zufall erfährt sie, dass Mr. Big vorhat, New York zu verlassen und nach Napa in Kalifornien zu ziehen. Sie überredet ihn zu einem letzten Date, bei dem die beiden sich wieder näher kommen. Doch Mirandas Wehen unterbrechen den romantischen Abend der beiden. Miranda bekommt einen Sohn. Als Carrie nach der Geburt zu Mr. Big eilt, ist dieser bereits fort.

### Staffel 5
Wieder alleine versucht Carrie ihre „Dates mit New York“ zu genießen, kann jedoch nicht ganz verbergen, dass sie frustriert ist. Zudem fürchtet sie ihre Kolumne zu verlieren, da ihr zunehmend die Themen ausgehen. Ihr Verleger teilt ihr mit, dass man ein Buch mit ihren Kolumnen veröffentlichen möchte. Bei den Besprechungen trifft Carrie auf Jack Berger, einen anderen Autor, der zwar einmal mit Carrie ausgeht, jedoch eine Freundin hat. 
Da kein Mann in Sicht ist und sie sich nach Sex sehnt, beschließt Carrie nach einigen Lesungen in Kalifornien, mit Mr. Big zu schlafen. Doch die Zugreise, die sie zusammen mit Samantha antritt, erweist sich als Desaster, und als sie schließlich auf Mr. Big trifft, ist dieser viel zu vertieft in ihr Buch, um sich mit ihr zu beschäftigen. Er scheint durch das Buch endlich sein eigenes Verhalten in ihrer Beziehung zu überdenken. Am nächsten Morgen schläft er dennoch mit Carrie, und diese kehrt nach New York zurück. Wenig später begegnet sie Berger wieder, der nun Single ist.
Samantha ist enttäuscht und wütend über Richards Betrug. Doch dieser lässt nicht locker und versucht, sie zurückzugewinnen. Trotz aller Bemühungen in einem weiteren Anlauf lässt das Misstrauen Samantha nicht los und sie verlässt Richard endgültig.
Miranda muss zusehen, wie ihr nach der Geburt des kleinen Brady ihr altes Leben zunehmend entgleitet. Auch ihre Freundinnen haben Probleme, sich an Mutter Miranda zu gewöhnen. Nachdem diese versucht hat, an alten Gewohnheiten festzuhalten, lässt sie sich schließlich ganz auf ihr Baby und ihre neue Rolle ein.
Charlotte, noch tief enttäuscht vom Scheitern ihrer Ehe, muss sich nun auch noch mit ihrer Ex-Schwiegermutter Bunny herumschlagen, die ihr die von Trey versprochene Wohnung nehmen möchte. Um ihre Interessen entschlossen durchsetzen zu können, wechselt Charlotte den Scheidungsanwalt. Ihr neuer Anwalt wird Harry Goldenblatt, ein kahlköpfiger, kurzgewachsener Mann mit schlechten Manieren. Er zeigt nach Abschluss des Verfahrens Interesse an Charlotte, und zu ihrer eigenen Überraschung lässt sie sich auf eine Affäre mit ihm ein. Als sie sich eingesteht, dass sie sich ernsthaft verliebt hat, teilt Harry Charlotte mit, dass er seiner Mutter versprochen habe, nur eine Jüdin zu heiraten, und dass sie wegen ihrer unterschiedlichen Religionen nicht heiraten könnten.

### Staffel 6
Nach einer kurzen Beziehung mit Jack Berger lernt Carrie auf einer Ausstellung den Künstler Aleksandr Petrovsky kennen und fühlt sich von ihm angezogen. Als er Carrie nach einer kurzen Zeit, während der sie zusammen sind, fragt, ob sie mit ihm in Paris leben möchte, sagt sie ja. Damit hofft sie, dass sich endlich ihr Traum erfüllt, den Mr. Big damals mit seinem Umzug nach Paris ohne sie hat platzen lassen. Ihre Freundinnen, allen voran Miranda, sind gegen ihre Entscheidung, doch Carrie lässt sich weder von ihnen beirren, noch von Mr. Big, der plötzlich vor ihrer Haustür steht. Sie fliegt nach Paris. Doch das Leben dort ist nicht so, wie sie es sich erträumt hat. Ihr Freund ist viel zu beschäftigt mit seiner Kunst, ihr Französisch spärlich, Alexandrs Freunde, Familie und Geschäftspartner wirken kühl und distanziert, und sie vermisst ihre Freundinnen und New York.
Carrie gibt eine Verabredung mit Fans ihrer Kolumne auf, um Aleksandr, der einen Nervenzusammenbruch hat, zu seiner Ausstellungseröffnung zu begleiten. Doch der lässt sie in dem Moment, in dem er seine Selbstzweifel überwunden hat, abermals alleine. Als er sie nicht mehr braucht und sie doch noch schnell zu ihrer Verabredung eilt, wird der von den Gästen schon verlassene Tisch bereits abgeräumt. Es kommt zu einem Streit, bei dem Carrie versehentlich von Aleksandrs Hand getroffen wird. Entsetzt halten die beiden inne und Carrie erklärt ihm, dass sie die wahre Liebe sucht, die sie bei ihm nicht finden wird. In der Hotellobby trifft sie auf Mr. Big, den ihre Freundinnen ihr hinterhergeschickt haben. Die beiden gehen spazieren, und er sagt ihr endlich, was sie schon immer hören wollte: „Du bist die Eine.“
Miranda wird bewusst, dass sie Steve noch immer liebt. Doch gerade als sie ihm das gestehen möchte und er sie missversteht, möchte er sie damit beruhigen, dass er keinerlei Absichten mehr hat. Enttäuscht zieht sie sich zurück. Später lernt sie ihren neuen Nachbar und Sportarzt Robert kennen und beginnt eine Beziehung mit ihm. Steve hat eine neue Beziehung mit Debbie; doch auf Bradys erster Geburtstagsfeier gestehen sich Steve und Miranda ihre Liebe und fallen sich in die Arme. Beide beenden ihre derzeitigen Beziehungen, heiraten in einem herbstlichen Park und ziehen in ein großes Haus in Brooklyn. Als Steves Mutter einen Schlaganfall erleidet und nicht mehr alleine leben kann, zieht sie auf Mirandas Initiative bei ihnen ein.
Samantha beginnt eine Affäre mit dem erfolglosen jungen Theaterschauspieler Jerry Jerrod, dem sie mit ihrer PR-Agentur unter die Arme greift und aus dem sie einen Star namens Smith Jerrod macht. Während er gerne eine Beziehung mit Samantha hätte, weicht diese aus, doch er bleibt hartnäckig. Als Samantha eine Brustvergrößerung vornehmen lassen will, wird bei ihr Brustkrebs festgestellt. Sie unterzieht sich einer Operation mit anschließender Chemotherapie, begleitet von ihren Freundinnen und Smith. Nach der erfolgreichen Therapie geht Samantha mit Smith eine feste Beziehung ein.
Charlotte möchte ihre Beziehung zu Harry nicht aufgeben, doch er beharrt darauf, keine Nicht-Jüdin heiraten zu können. Als das Thema Kinder auf den Tisch kommt, erkennt sie jedoch, wie liebevoll er mit ihrem Problem umgeht, und beschließt zu konvertieren. Nach einigen Wendungen heiraten die beiden schließlich. Wenig später wird Charlotte schwanger und das Glück scheint perfekt, doch sie verliert das Kind. Ein Elternpaar, das ihnen ihr Baby zur Adoption geben wollte, überlegt es sich anders. Doch schließlich erhalten sie die Mitteilung, dass sie in sechs Monaten ein kleines chinesisches Mädchen adoptieren dürfen.
Carrie wird bei ihrer Rückkehr nach New York stürmisch von ihren Freundinnen begrüßt. Alle vier sind glücklich, wieder vereint zu sein, und Carrie resümiert noch ein letztes Mal über die Wege, die das Leben manchmal geht. Mr. Big ruft an, um ihr mitzuteilen, dass er bald wieder nach New York ziehen wird.

## Figuren

### Carrie Bradshaw

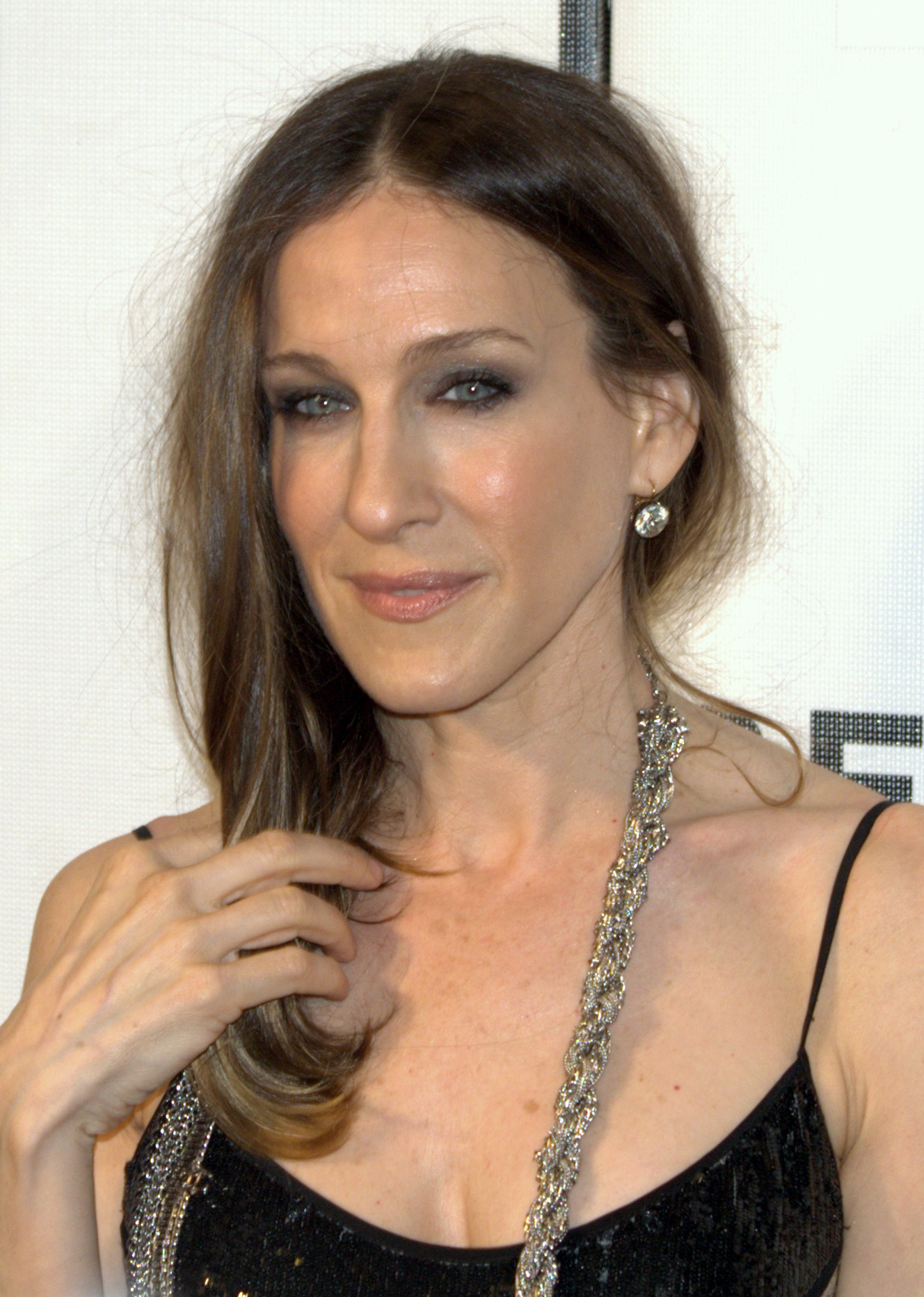
Sarah Jessica Parker spielte Carrie Bradshaw

Carrie ist die Autorin einer Kolumne in der Zeitung New York Star. Diese Kolumne Sex and the City beschäftigt sich hauptsächlich mit den verwirrenden Dating- und Liebesritualen der New Yorker Singlewelt und Carries philosophische Fragestellungen bilden die Rahmenhandlung der Serie. Später wird ihre Kolumne zu einem Buch zusammengefasst und sogar ins Französische übersetzt. Carrie liebt ausgefallene Outfits und vor allem Schuhe und gibt das meiste ihres Gehalts dafür aus. Auch ihre Frisur ändert sich etwa einmal pro Staffel. Sie ist dem Singleleben keineswegs abgeneigt, doch wenn sie sich verliebt, wird sie regelrecht besessen davon, über den Mann und die gemeinsamen Probleme zu sprechen, womit sie ihre Freundinnen manchmal in den Wahnsinn treibt. Trotz allem sucht Carrie die große Liebe und wird sich immer wieder schmerzlich bewusst, wie weit sie davon entfernt ist.

### Samantha Jones

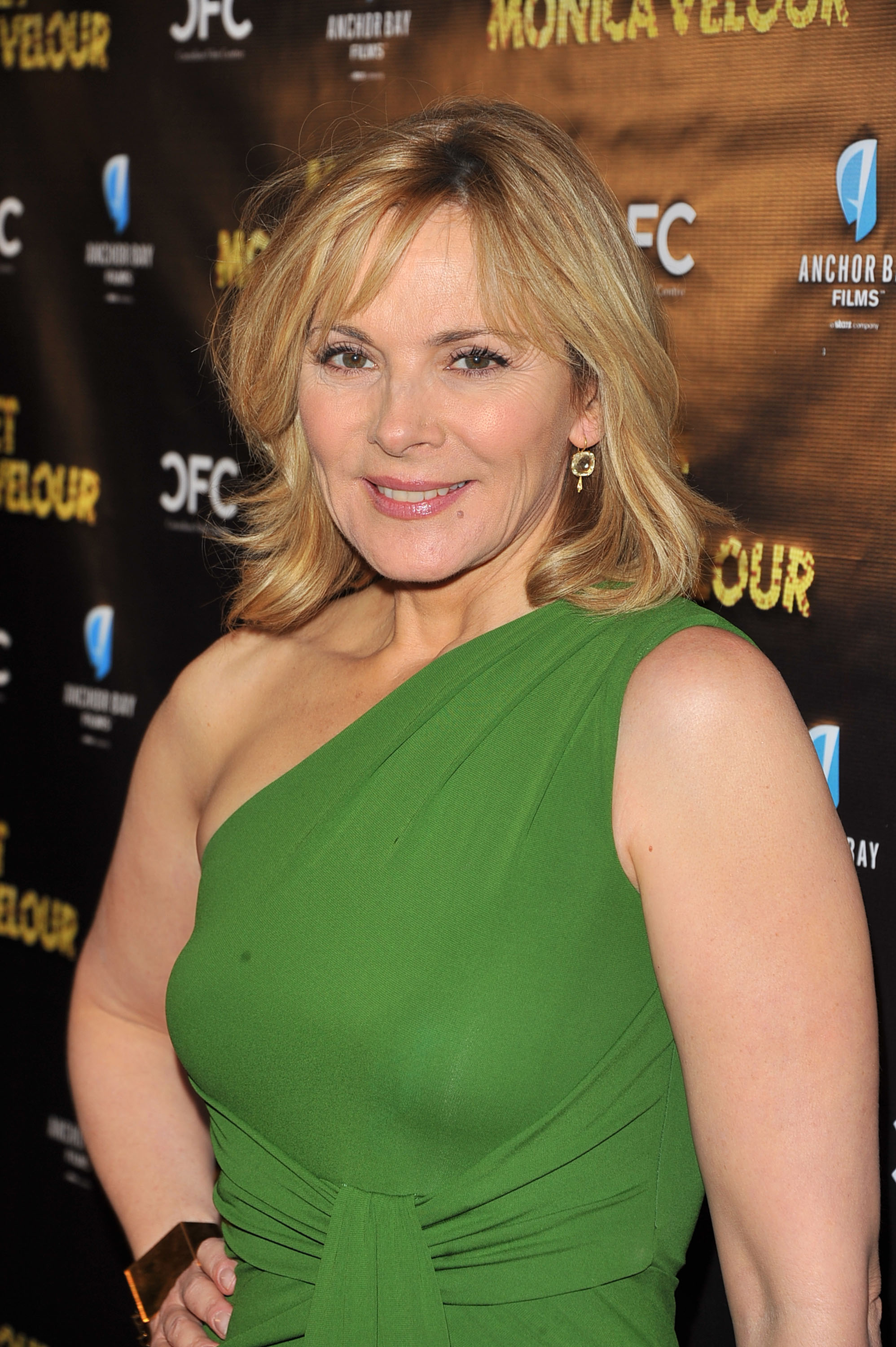
Kim Cattrall spielte Samantha Jones

Samantha „Sam“ Jones ist Public-Relations-Beraterin und führt ihre eigene Agentur. Durch ihren Beruf hat sie gute Kontakte in die High Society, so dass sie häufig auf Partys oder Vernissagen eingeladen wird. Samantha ist selbstbewusst und sexuell emanzipiert. Entsprechend genießt sie lieber die Vorteile des Singlelebens, als sich auf Beziehungen einzulassen. Aufgeschlossen für Neues sieht man sie häufig in aberwitzigen Stellungen mit den verschiedensten Männern. Sie berichtet gerne und freizügig von ihren sexuellen Eskapaden, ohne jemals ein Blatt vor den Mund zu nehmen. Trifft sie einen besonderen Menschen, lässt sie sich dennoch hin und wieder auf eine Beziehung ein und erlebt damit meist schon nach kurzer Zeit eine Bruchlandung. Gegen Ende der Serie wird Samantha durch eine schwere Krankheit aus der Bahn geworfen und öffnet sich schließlich für eine echte Partnerschaft.

### Charlotte York

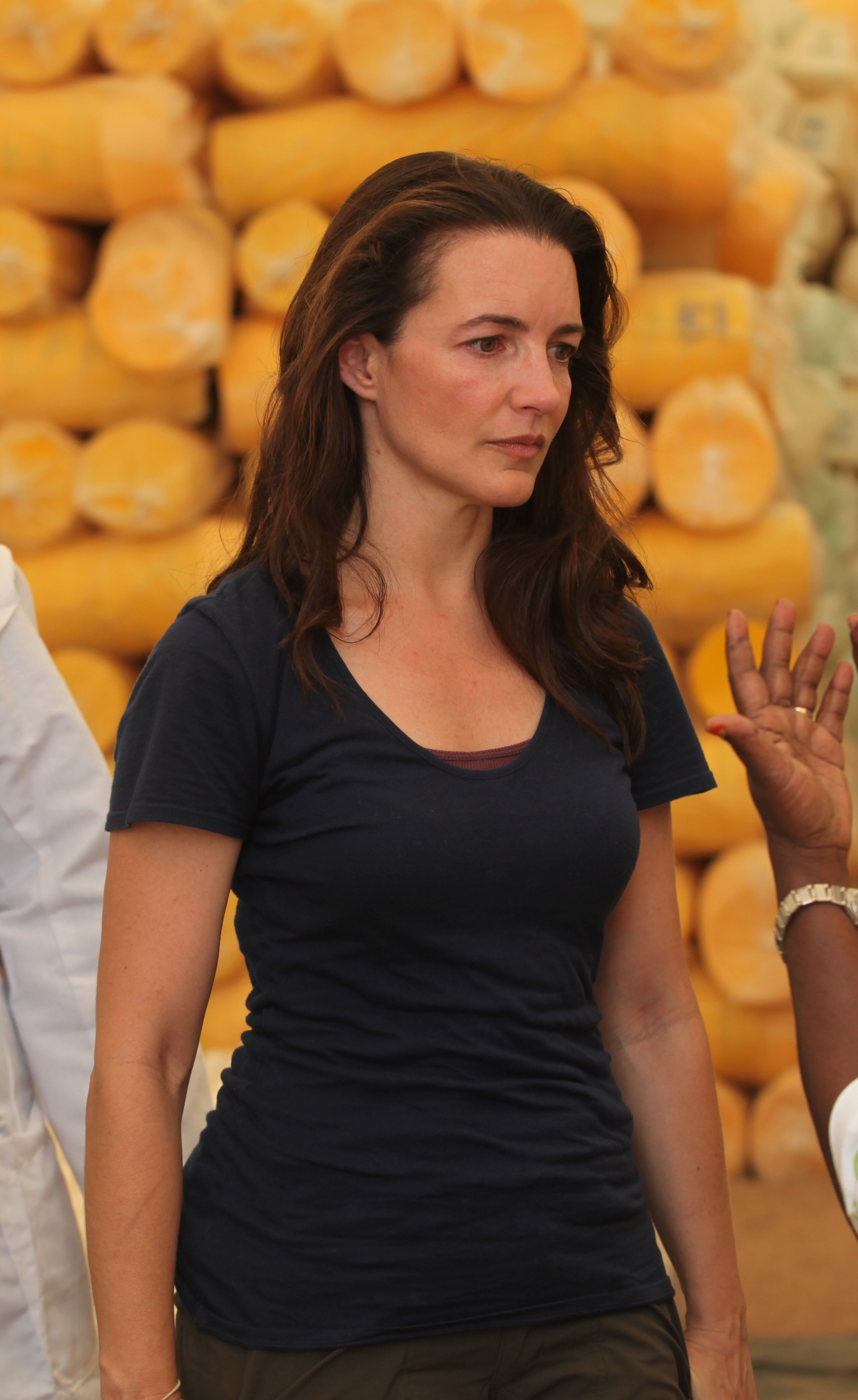
Kristin Davis spielte Charlotte York

Charlotte York ist Galeristin und möchte vor allem heiraten. In der Serie lässt sie sich auf unzählige Kurzzeitbeziehungen ein, bei denen sie jedoch regelmäßig bereits die Hochzeitsglocken läuten hört. Von allen vier Frauen scheint die konservative Charlotte am meisten davon verunsichert, in ihren Dreißigern und ledig zu sein. Obwohl sich teilweise der Verdacht aufdrängt, dass Charlotte sehr oberflächlich nach dem Traumprinzen sucht, ist sie hoffnungslos romantisch. Häufig sind die sexuell eindeutigen Gespräche in Coffeeshops und Restaurants für sie peinlich. Als Charlotte schließlich ihren Traummann kennenlernt und eine Ehe mit ihm eingeht, kommt für sie das böse Erwachen. Nach ihrer Scheidung verliebt sie sich in einen völlig unpassenden Mann und überwindet ihre Oberflächlichkeit. Zudem scheint sich ihr Kinderwunsch nicht zu erfüllen. In beiden Ehen muss sie einige Rückschläge hinnehmen, bis sie schließlich gegen Ende weinend das Foto „ihres Kindes“ in den Händen halten darf.

### Miranda Hobbes

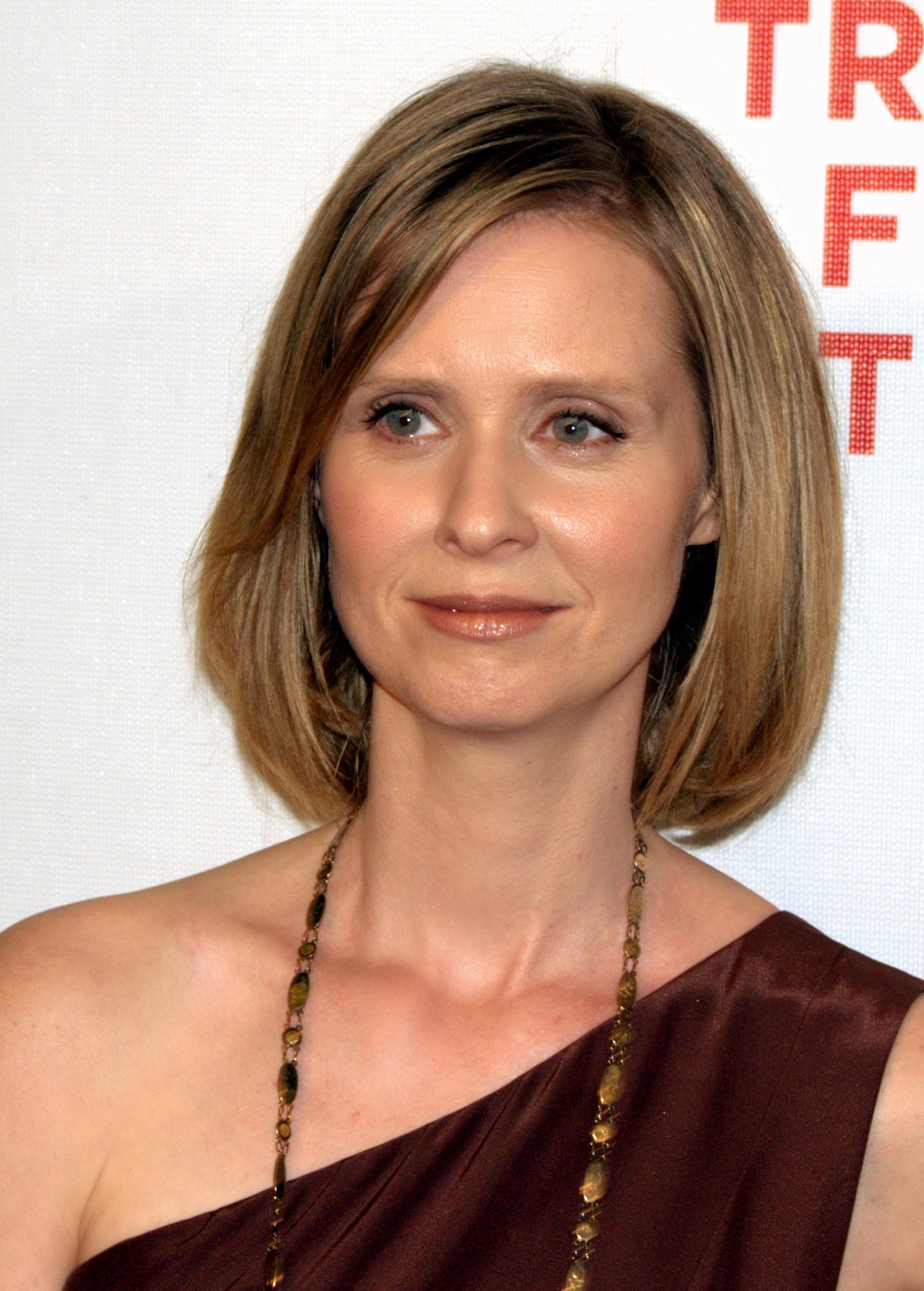
Cynthia Nixon spielte Miranda Hobbes

Miranda Hobbes ist Anwältin und grenzt sich durch ihren Zynismus deutlich von allen romantischen Vorstellungen ab. Miranda ist stolz darauf, Männer nicht als Mittelpunkt ihres Universums anzusehen und übt häufig harsche Kritik, wobei sie jedoch mit ihrer Zuneigung für die anderen Frauen nicht hinterm Berg hält. Sie hat über mehrere Staffeln immer wieder eine Beziehung mit dem Barkeeper Steve Brady. Nachdem Miranda von Steve schwanger wird, entscheidet sie sich zu ihrer eigenen Überraschung für das Kind. Zunächst mit ihrer Mutterrolle überfordert, gewöhnt sie sich langsam an ihr neues Leben mit Sohn Brady. Dass sie auch für den Vater noch immer Gefühle hat, wird ihr erst gegen Ende der Serie klar. Sie überwindet ihre Abneigung gegen jede Art von Romantik und lässt sich schließlich völlig auf ihre Familie ein.

### Weitere Figuren
John James Preston „Mr. Big“Ein erfolgreicher New Yorker Geschäftsmann, in den sich Carrie bereits am Anfang der Serie verliebt. Mr. Big wird hauptsächlich als bindungsunfähiger Macho dargestellt, der zu Spielzeit der Serie bereits eine gescheiterte Ehe hinter sich hat und zwischen seinen Beziehungen zu Carrie ein zweites Mal heiratet, obwohl er ihr gegenüber beteuert hatte, nie wieder heiraten zu wollen. Kennzeichen für seine Distanz sind sein Lieblingswort „absofuckinglutely“ (ein Mix aus „fucking“ und „absolutely“, auf Deutsch übersetzt in: „Verdammte Scheiße, aber ja“), seine Zigarren und die Tatsache, dass er stets in seiner Limousine mit Chauffeur auf Carrie wartet, aus der er niemals unnötig auszusteigen scheint. Erst gegen Ende der Serie wird Big schließlich klar, dass er in Carrie die Frau seines Lebens gefunden und immer wieder hat gehen lassen. Er legt seinen Stolz ab, um endlich um sie zu kämpfen.
Steve BradyEin Barkeeper, der Mann in Mirandas Leben und Vater ihres Sohnes Brady. Der treuherzige, liebevolle und manchmal kindische Steve stellt einen starken Kontrast zur selbstbestimmten, zynischen Miranda dar, was die Beziehung der beiden immer wieder auf die Probe stellt und auch mehrmals zum Scheitern bringt. Nur nach und nach nähern sich die beiden an. In Staffel 4 eröffnet Steve zusammen mit Aidan eine eigene Bar und benennt sie nach seinem Hund „Scout“.
Stanford BlatchCarries schwuler Freund, häufig im Scherz als ihr Ehemann bezeichnet. Er ist ein liebenswerter, aber nicht besonders attraktiver Mann, der sich seiner Nachteile in der körperbetonten Schwulenszene sehr bewusst ist. Dennoch sucht er tapfer nach Liebe, was am Ende dann auch belohnt wird, denn er kommt mit Anthony, Charlottes schwulem Freund und Weddingplanner zusammen. Stanford zeichnet sich besonders durch seine knallbunten Hemden und Anzüge aus.
Dr. Trey MacDougalCharlottes erster Ehemann, reich, erfolgreich und aus gutem Hause. Als er Charlotte nach wenigen Wochen zum Altar führt, glaubt sie, ihr Ziel einer Traumehe mit dem perfekten Mann erreicht zu haben. Treys Impotenz sowie Charlottes Probleme, schwanger zu werden, doch vor allem Treys Unfähigkeit, mit diesen Problemen umzugehen, lassen die Beziehung nach kurzer Zeit scheitern. Zudem stellt sich Trey als Muttersöhnchen heraus, das unter der Fuchtel der gestrengen „Bunny“ steht. Trotz aller Schwächen bleibt Trey jedoch stets höflich und freundlich und unterstützt Charlotte am Ende gar gegen seine Mutter im Scheidungsverfahren.
Aidan ShawCarries Langzeitfreund und zeitweiser Verlobter. Obwohl er sehr liebevoll, fürsorglich und romantisch ist, betrügt Carrie ihn während der dritten Staffel mit Big, womit Aidan nicht umgehen kann. Er trennt sich von ihr, obwohl ihm diese Entscheidung schwerfällt. Später wird er Teilhaber an Steves Bar und trifft dort auf Carrie. Die beiden beginnen abermals eine Beziehung, wobei Aidan Carries Fehltritt noch deutlich nachträgt. Erst jetzt werden bei ihm unterschwellige Aggressionen erkennbar, die sich bei einem Zusammentreffen mit Big schließlich in einer Prügelei entladen. Dennoch möchte er Carrie nun heiraten, doch sie fühlt sich noch nicht dazu bereit. Sie trennen sich erneut. Zu Beginn der letzten Staffel treffen beide zufällig aufeinander. Aidan ist nun verheiratet und Vater.
Harry GoldenblattCharlottes Scheidungsanwalt, wird später ihr zweiter Ehemann und ist das Gegenteil von ihrem ersten Mann Trey. Kahl, mit starker Körperbehaarung und schlechten Manieren stößt er Charlotte körperlich zunächst ab. Doch schon bald entdeckt sie ganz andere Seiten an ihm, von denen sie sich zunehmend angezogen fühlt. Mit seiner liebevollen, entspannten Art bringt er Charlotte dazu, sich endlich in ihrer Haut wohlzufühlen.
Jerry „Smith“ Jerrodspäter zu PR-Zwecken in Smith umbenannt, ist ein Kellner, den Samantha im Szenerestaurant Raw kennenlernt. Später entwickelt sich eine leidenschaftliche Affäre zwischen den beiden. Jerry, eigentlich Schauspieler, ist Ex-Alkoholiker und deutlich jünger als Samantha. Diese kann ihn mit PR-Tricks zum Star machen. Trotz Samanthas Ablehnung gegen Beziehungen kann sie sich ihrer Zuneigung für Smith nur schwer erwehren, und er bleibt hartnäckig an ihrer Seite. Nach und nach wächst echte Liebe zwischen den beiden, die Smith abermals beweist, als Samantha an Krebs erkrankt und ihr Bedürfnis nach Sex vorübergehend verliert.
Richard Wrightein Hotelmogul und ein überaus erfolgreicher Geschäftsmann, der Samantha gegen ihren Willen den Kopf verdreht. Obwohl er durchaus einen Sinn für Romantik besitzt, bleibt er am Ende doch distanziert und lässt selbst seine edlen Geschenke von einem Einkäufer erledigen. Trotz anfänglicher Zweifel ob seines Playboyimages lässt Sam sich auf eine Liebesbeziehung ein, die er schließlich erwartungsgemäß verrät. Selbstbewusst, an der Grenze zu arrogant, versucht er, sie zurückzuerobern, was ihm aber nur zeitweise gelingt. In einer späteren Folge kommt es zum erneuten Treffen, wobei er eine traurige Figur macht, als er während eines Quickies von seinen flauen Geschäften spricht.
Anthony Marentinoein „tuntig“ schwuler Sizilianer, der auf Samanthas Rat hin von Charlotte als Weddingplaner engagiert wird. Während er sich schnell mit dieser anfreundet, endet ein Verkupplungsversuch mit Stanford in tiefer gegenseitiger Abneigung. Später entwickelt sich eine Art Konkurrenzkampf, wobei sie bei jeder Gelegenheit versuchen, sich gegenseitig zu verletzen oder auszustechen. Dies führt sogar zu einer Beziehungskrise zwischen Stanford und Markus, als Anthony enthüllt, dass dieser einst als Callboy gearbeitet hatte.
Aleksandr Petrovskyein Künstler, den Carrie auf einer Ausstellung kennenlernt. Obwohl er sofort klarstellt, dass er bereits vor vielen Jahren mit seiner Ex-Frau eine Familie gegründet und diesbezüglich keine Ambitionen mehr hat, lässt Carrie sich auf eine Beziehung mit dem Russen ein. Schließlich lässt sie sich sogar überzeugen, mit ihm nach Paris zu ziehen. Während er in seiner Arbeit aufgeht, findet Carrie weder Anschluss noch Platz in seinem Leben. Aleksandr entpuppt sich als gedankenloser Egoist, für den Carrie nicht mehr als ein schmückendes Beiwerk ist.
Jack Bergerein Autorenkollege von Carrie, mit dem sie eine Beziehung beginnt. Auch bei Carries Freundinnen kommt er aufgrund seiner entspannten, humorvollen Art gut an. Als sich bei Jack jedoch ein beruflicher Misserfolg einstellt, während Carrie auf der Erfolgswelle schwimmt, zeigt er zunehmend seine launische, missgünstige Seite und trennt sich schließlich von Carrie.
Dr. Robert Leedsein Sportarzt, der Mirandas Leben als Anwärter auf eine Wohnung in ihrem Haus betritt. Diese setzt sich für den Arzt ein, und bald kommen sich die beiden näher. Miranda sieht nach der gescheiterten Beziehung zu Steve endlich eine Chance, glücklich zu werden. Als Robert Miranda jedoch ein Liebesgeständnis macht, ist sie unfähig, dieses zu erwidern. Wenig später verlässt sie Robert für Steve, woraufhin er mit einigen unschönen Szenen reagiert.
Skipper Johnstonein 27-jähriger Webdesigner, der in den ersten beiden Staffeln mehrmals eine Beziehung zu Miranda unterhält. Er ist sehr romantisch, was bei der zynischen Miranda für Irritationen sorgt. Skipper ist dagegen sehr verliebt und hofft nach jedem Ende einer Beziehung auf einen neuen Start.
Daneben gibt es viele Gastfiguren, die nur für eine oder wenige Episoden von Bedeutung sind. Unter anderem spielten Jon Bon Jovi, Eddie Cahill, Craig Bierko, Bradley Cooper, Timothy Olyphant und David Duchovny Carries Liebhaber; die Figur der Society-Expertin Debbie übernahm Sarah Michelle Gellar. Vince Vaughn trat als Manager von Matt Damon auf, entpuppte sich dann allerdings nur als der Housesitter, Carole Bouquet als die Exfrau von Aleksandr Petrovsky. Als sie selbst treten unter anderem Lucy Liu, Matthew McConaughey, Carrie Fisher, Heidi Klum, Donald Trump und Hugh Hefner auf. Einen Cameo-Auftritt haben u. a. Alanis Morissette und Geri Halliwell und Gabriel Macht.

## Besetzung und Synchronisation
Die deutsche Synchronisation entstand nach einem Dialogbuch von Dr. Theodor Dopheide unter dessen Dialogregie im Auftrag der Arena Synchron in Berlin.
| Figur                        | Darsteller           | Deutscher Sprecher    | Hauptrolle (Staffel) | Nebenrolle (Staffel) |
| ---------------------------- | -------------------- | --------------------- | -------------------- | -------------------- |
| Carrie Bradshaw              | Sarah Jessica Parker | Irina von Bentheim    | 1–6                  |                      |
| Samantha Jones               | Kim Cattrall         | Katarina Tomaschewsky | 1–6                  |                      |
| Charlotte York               | Kristin Davis        | Gundi Eberhard        | 1–6                  |                      |
| Miranda Hobbes               | Cynthia Nixon        | Marina Krogull        | 1–6                  |                      |
| John James Preston „Mr. Big“ | Chris Noth           | Tom Vogt              |                      | 1–6                  |
| Steve Brady                  | David Eigenberg      | Boris Tessmann        |                      | 2–6                  |
| Stanford Blatch              | Willie Garson        | Dietmar Wunder        |                      | 1–6                  |
| Dr. Trey MacDougal           | Kyle MacLachlan      | Bernd Vollbrecht      |                      | 3–6                  |
| Aidan Shaw                   | John Corbett         | Nicolas Böll          |                      | 3–6                  |
| Harry Goldenblatt            | Evan Handler         | Oliver Mink           |                      | 5–6                  |
| Jerry „Smith“ Jerrod         | Jason Lewis          | Markus Pfeiffer       |                      | 5–6                  |
| Richard Wright               | James Remar          | Manfred Lehmann       |                      | 4–6                  |
| Anthony Marentino            | Mario Cantone        | Michael Iwannek       |                      | 3–6                  |
| Aleksandr Petrovsky          | Mikhail Baryshnikov  | Joachim Tennstedt     |                      | 6                    |
| Jack Berger                  | Ron Livingston       | Andreas Fröhlich      |                      | 5–6                  |
| Dr. Robert Leeds             | Blair Underwood      | Clemens Gerhard       |                      | 6                    |

## Entstehung
Insgesamt wurden sechs Staffeln unterschiedlicher Länge ausgestrahlt, wobei die fünfte Staffel mit acht Episoden die kürzeste und die sechste Staffel mit 20 Folgen die längste ist. Die einzelnen Folgen sind ca. zwischen 25 und 35 Minuten lang und zeigen jeweils die derzeitigen Erlebnisse der vier Hauptdarstellerinnen, die durch ihren Austausch darüber und die Kolumne miteinander verwoben werden. Hin und wieder findet zum Beispiel auch Stanfords Privatleben Platz.
Auffällig ist, dass die erste Staffel noch stärker an das Buch angelehnt scheint. Hier sind die Kolumne und Carries Recherche noch Mittelpunkt der Serie, Carrie unterhält sich direkt mit der Kamera (Beiseitesprechen) und Zwischenschnitte zeigen verschiedene Interviewpartner, die sich zum jeweiligen Thema äußern. Schon nach wenigen Folgen löst sich dieses Konzept zunehmend auf, und die Geschichte konzentriert sich auf die vier Freundinnen und ihre Suche nach Liebe. Die Kolumne bleibt jedoch stets die Rahmenhandlung und ermöglicht Carrie, sich und ihren Lesern beziehungsweise Zuschauern beim Schreiben der Kolumne diverse Grundsatzfragen zu den derzeitigen Geschehnissen zu stellen.
Nach den Terroranschlägen vom 11. September 2001 wurden ab der Mitte der vierten Staffel Aufnahmen vom früheren World Trade Center aus dem Vorspann der Serie entfernt und durch Aufnahmen der Skyline von Manhattan und des Empire State Buildings ersetzt.

## Veröffentlichung
Die Erstausstrahlung der Serie wurde vom 6. Juni 1998 bis zum 22. Februar 2004 auf dem US-amerikanischen Fernsehsender HBO gesendet. 
Im deutschsprachigen Fernsehen wurde die Serie auf dem deutschen Sender ProSieben (18. September 2001 bis 14. Dezember 2004), dem österreichischen Sender ORF 1 und dem Schweizer Sender SF zwei gesendet.
Alle Staffeln sind einzeln oder in diversen Sets auf DVD erhältlich.
- Veröffentlichte Staffeln: 1–6, Original: 2002–2004, Repacks: 2007, Half-Season-Boxen: 2006, White Edition: 2010
- Sprachen: Deutsch, Englisch
- FSK: Freigegeben ab 16 Jahren (Staffel 5 ab 12 Jahren)

Das Buch zur Serie heißt Sex and the City, Kiss and Tell von Amy Sohn.

## Rezeption
Sex and the City wurde von den Medien sehr stark wahrgenommen, und zwar sowohl von der Presse als auch von den Fernsehanstalten. Der Erfolg der Serie, die Sexualität und Beziehungen der städtischen Frauen ab 30 in der heutigen Zeit zum Thema hat, deckt zugleich Klischees und Rollenzuschreibungen des Geschlechterverhältnisses auf und geht spielerisch reflektierend, aber stets publikumstauglich und konsensfähig mit ihnen um.

„Die Frauen in Sex and the City wissen, dass Männer ihre Probleme nicht lösen können (beziehungsweise sie erst schaffen …).“

„Ally McBeal für Erwachsene“

„Das Geheimnis des großen Erfolgs liegt zum einen in der gelungenen Mischung aus Horror und Humor, Spaß und Schrecken, Leid und Leidenschaft. Zum Anderen in der exquisiten Besetzung und Rollenverteilung – mit einer der vier Frauen will sich jede Zuschauerin identifizieren.“

„Gerade mal drei Jahre nach der Ausstrahlung in den USA vermittelt Sex and the City (…) das neue, spaßig-spießige Frauenbild von der modern-selbstbewussten Karrierefrau, die auf wohlgeformt-pumpsbeschuhten Beinen mitten im Leben steht.“

„Wären Ally (McBeal) und Sex and the City Autos, dann wäre Erstere wohl eine Ente – ein wenig lahm und unbequem, aber ungeheuer liebenswert, die ProSieben-Konkurrenz der Porsche – schnell, schnittig und sexy.“

Die Serie erhielt zahlreiche Auszeichnungen und Nominierungen für verschiedene Fernsehpreise.

## Ableger
Am 28. Mai 2008 startete Sex and the City – Der Film. Der Film wurde von Michael Patrick King inszeniert, der auch als Drehbuchautor, Produzent sowie Regisseur für die Serie tätig war, und es gab keinerlei Besetzungswechsel. Die Fortsetzung Sex and the City 2 lief am 27. Mai 2010 in den deutschen Kinos an.
Im September 2011 wurde bekannt, dass der US-Sender The CW eine Fernsehadaption zum Roman The Carrie Diaries von Candace Bushnell plant. Im Januar 2012 folgte die offizielle Bestellung einer Pilotfolge, während im Mai desselben Jahres die Serienbestellung erfolgte. Die Serie zeigt Carrie Bradshaw in den frühen 1980er-Jahren während ihres High-School-Abschlussjahres und ihren Anfängen in New York als Autorin. Die Rolle von Carrie übernimmt AnnaSophia Robb. Die Ausstrahlung des Prequels erfolgte in den USA von Januar 2013 bis Januar 2014.
Im Dezember 2020 wurde bekannt, dass der Video-on-Demand-Dienstleister HBO Max ein Reboot zur Serie plant. Mit dabei sind unter anderem drei der vier ehemaligen Hauptdarstellerinnen Sarah Jessica Parker als Carrie Bradshaw, Kristin Davis als Charlotte York und Cynthia Nixon als Miranda Hobbes. Kim Cattrall, die die Rolle der Samantha Jones spielte, ist nicht dabei. 
Die Neuauflage dreht sich primär um den Umgang der Figuren mit Themen der 2020er Jahre wie z. B. soziale Medien, technische Neuerungen oder die #MeToo-Bewegung. Ab Dezember 2021 wurde das Sequel unter dem Namen And Just Like That … ausgestrahlt. Die erste Staffel umfasst zehn Episoden, eine zweite Staffel wurde bestellt. Als Produzenten agieren die drei Hauptdarstellerinnen und Michael Patrick King, der bereits als Produzent für die Serie und die Kinofilme tätig war.